# Pumhart von Steyr
Pumhart von Steyr — австрійська бомбарда, створена на початку XV століття в Ліцені і є найбільшою за калібром бомбардою, створених з кованих залізних смуг. 
Зброя збереглася до наших днів і нині зберігається в
Військово-історичному музеї Відню, перебуваючи у відкритому доступі з березня по жовтень. 

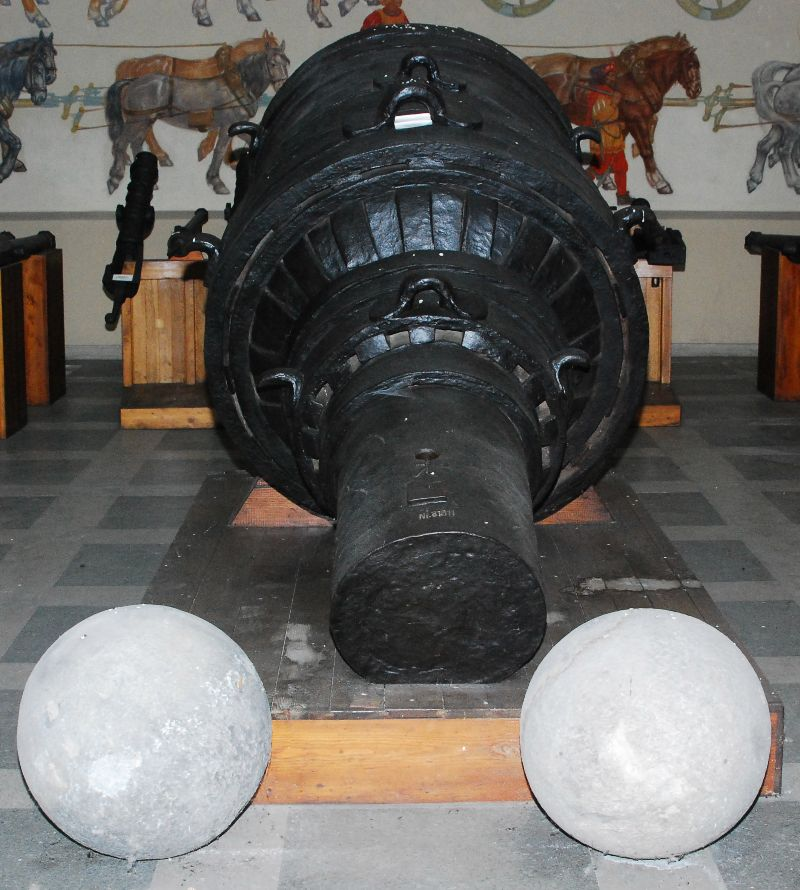
Вид ззаду